# Кам'яна могила над р. Молочна
Кам'яна могила над р. Молочна — геологічна пам'ятка природи загальнодержавного значення. Об'єкт розташований на території Мелітопольського району Запорізької області, 1 км від села Терпіння.
Площа — 15 га, статус отриманий у 1963 році.